# Burlingame (Californie)
Pour les articles homonymes, voir Burlingame.
Burlingame est une municipalité du comté de San Mateo, en Californie, aux États-Unis. Sa population était de 28 158 habitants au recensement de 2000.

## Géographie
Burlingame est située à 37°34′60″N, 122°21′49″O.
Selon le Bureau du recensement des États-Unis la ville a une superficie de 15,6 km2, dont 11,2 km2 de terre, et 4,4 km2 d'eau qui représentent 28,19 % du total.

## Démographie
| 1910  | 1920  | 1930   | 1940   | 1950   | 1960   |
| ----- | ----- | ------ | ------ | ------ | ------ |
| 1 565 | 4 107 | 13 270 | 15 940 | 19 886 | 24 036 |

| 1970   | 1980   | 1990   | 2000   | 2010   | - |
| ------ | ------ | ------ | ------ | ------ | - |
| 27 320 | 26 173 | 26 801 | 28 158 | 28 806 | - |

## Personnalité
- Stuart Paine (1910-1961), explorateur, y est mort.